# Isla Sepu
Isla Sepu (en inglés: Sepu Island; también llamada Isla Sapu) es una isla fluvial en el río Gambia en África Occidental, que pertenece a la República de Gambia.
Sepu se encuentra a unos veinte kilómetros aguas abajo de la isla de Janjanbureh y a 150 metros de la Islas Kai Hai.  La isla es plana y aluvial de unos 1100 metros de largo y 340 metros de ancho. 
La isla está cerca del pueblo de Brikama Ba y no está habitada.  Muchas especies de aves se encuentran en ella.